# Джеймс Стюарт (веслувальник)
Джеймс Стюарт (англ. James Stewart, 15 грудня 1973) — австралійський академічний веслувальник.
Бронзовий призер Олімпійських Ігор 2000 (розпашні четвірки без стернового), 2004 (вісімки) років, учасник 1996 року.
Срібний призер Чемпіонату світу 1999 року в складі розпашної четвірки без стернового, бронзовий призер 1997 року в складі вісімки.
Переможець молодіжного чемпіонат світу (U-23) 1995 року в складі розпашної четвірки без стернового.
Срібний призер Молодіжного чемпіонат світу (U-23) 1994 року в складі розпашної четвірки без стернового.